# August Erlingmark
August Erlingmark (Göteborg, 22 april 1998) is een Zweeds voetballer die als defensieve middenvelder speelt.

## Carrière
In januari 2022 verliet Erlingmark zijn jeugdclub Göteborg en begon aan een buitenlands avontuur door voor het Griekse Atromitos FC te gaan spelen. Atromitos had 900 duizend euro over voor Erlingmark.

## Interlandcarrière
Op 12 januari 2020 maakte Erlingmark zijn interlanddebuut voor Zweden in een match tegen Kosovo. Zweden won de wedstrijd met 1-0. Sinds deze wedstrijd werd hij niet meer opgeroepen voor het nationale A-elftal.